# Harmsia sidoides
Harmsia sidoides är en malvaväxtart som beskrevs av Karl Moritz Schumann. Harmsia sidoides ingår i släktet Harmsia och familjen malvaväxter. Inga underarter finns listade i Catalogue of Life.